# Piotr Felicjan Telefus
Piotr Felicjan Telefus herbu Łabędź (ur. ok. 1620, zm. 1706 w Horyńcu) – podczaszy halicki w latach 1692–1699, rotmistrz królewski, deputat na Trybunał Koronny 1673, poseł na Sejmy: 1658, 1659, 1661, 1664/1665, 1671, 1673, 1677, 1681 i 1683.

## Życiorys
Piotr Felicjan Telefus był synem Jana i N Wilkowskiej herbu Pobóg, chorążanki kamienieckiej, urodził się około 1620 roku, pisał się z Telephusowa na Piasecznej i Czarnej Wodzie, dwóch posiadłościach w powiecie kamienieckim koło Kupina. Posiadał znaczne dobra na Podolu, w województwie bełskim oraz w ziemi halickiej.
Przez ponad pół wieku służył ojczyźnie, już od wczesnej swojej młodości poświęciwszy się działalności wojskowej, od 1650 roku przez wiele lat był rotmistrzem królewskim. Był blisko związany z Jerzym Sebastianem Lubomirskim, hetmanem polnym koronnym, a następnie z Feliksem Potockim, hetmanem wielkim koronnym. Brał udział w licznych wojnach, m.in. w oblężeniu Kamieńca i w wojnie moskiewskiej z lat 1654–1667, podczas których dostał się do niewoli.
Oprócz służby wojskowej udzielał się również publicznie, w 1648 roku podpisał suffragia na Jana Kazimierza, posłował wielokrotnie na sejmy, w 1658 roku należał do komisji sejmowej mającej rozpatrywać sprawy graniczne z Wołoszą, a w 1659 roku został naznaczony z sejmu do rewizji ksiąg podolskich. W 1661 roku powołany ponownie do komisji z Wołoszą i do rewizji poborów. W 1673 roku był deputatem z województwa podolskiego na Trybunał Koronny, w tymże roku był również marszałkiem sejmiku szlachty podolskiej i posłem na sejm koronacyjny oraz został wybrany na urząd podczaszego halickiego. Poseł ziemi halickiej na sejm grodzieński 1678–1679 roku. Następnie posłował na kolejne sejmy w latach: 1681 i 1683.
Ufundował w Horyńcu cerkiew greckokatolicką oraz razem ze swoją żoną Teresą 8 czerwca 1703 roku dokonał zapisu ze swych dóbr na rzecz wzniesienia zarówno kościoła, jak i klasztoru oo. Franciszkanów w Horyńcu.
Zmarł w 1706 roku w Horyńcu, żonaty z Teresą z Bydłowskich herbu Kopacz, córką Jakuba, wojskiego i podstarościego halickiego oraz sędziego grodzkiego halickiego i N Dymideckiej herbu Sas, pozostawił liczne potomstwo, m.in. Stanisława Piotra, podczaszego trembowelskiego oraz stolnika i chorążego podolskiego oraz Klarę, żonę Jana Franciszka Mrozowickiego herbu Prus III, sędziego ziemskiego lwowskiego.